# Henryk Bezeg
Henryk Bezeg, także Filip Henryk Bezeg, ps. „Gil” (ur. 26 maja 1895 w Zahajpolu, zm. 19 maja 1979 w Warszawie) – podpułkownik intendent z wyższymi studiami wojskowymi Wojska Polskiego, działacz niepodległościowy.

## Życiorys
Urodził się w rodzinie Alfreda, urzędnika bankowego, i Heleny z Przybylskich. Jego dziadek, Celbin Bezeg, był Węgrem, uczestnikiem powstania węgierskiego 1848–1849. Po jego klęsce osiadł w Galicji. Henryk miał trzech braci – oficerów piechoty Wojska Polskiego: Antoniego (1891–1926), kapitana, Zygmunta Longina (1893–1971), podpułkownika i Stanisława Rajmunda (1899–1986), podporucznika. 28 czerwca 1914 zakończył naukę w c. k. Wyższym Gimnazjum z językiem wykładowym polskim w Kołomyi ze zdanym egzaminem dojrzałości.
Podczas I wojny światowej, od sierpnia 1914, służył w Legionach Polskich. Żołnierz 5. pp I Brygady, w maju 1915 w bitwie pod Konarami został ciężko ranny w głowę (stracił oko) i początkowo został uznany za poległego. Studiował od 1917 na Politechnice Lwowskiej.
Uczestnik obrony Lwowa w listopadzie 1918. Służył w batalionie zapasowym 5 pułku piechoty od 1919, a następnie w 1 pułku piechoty jako oficer gospodarczy. Referent finansowy w 1 Dywizji Piechoty Legionów od 1920, a w 1921 p.o. szefa, a później zastępca szefa intendentury w dywizji. Szef intendentury od 1921 2 Dywizji Piechoty Legionów, a w 1922 został ponownie szefem intendentury w 1 Dywizji Piechoty Legionów. Później był w Grodnie w Rejonowej Intendenturze, a następnie zastępca szefa intendentury Dowództwa Okręgu Korpusu Nr III. Słuchacz Wyższej Szkoły Intendentury w latach 1922–1924. Kierownik referatu mundurowego 9 Okręgowego Szefostwa Intendentury od 1924. W latach 1928–1931 pełnił obowiązki dowódcy 9 batalionu administracyjnego w Brześciu nad Bugiem. W marcu 1931, po likwidacji batalionu, został przeniesiony do Filii Wojskowego Zakładu Zaopatrzenia Intendenckiego w Brześciu nad Bugiem. W sierpniu tego roku został przeniesiony do Głównej Komendy Związku Strzeleckiego w Warszawie. 29 stycznia 1932 prezydent RP nadał mu z dniem 1 stycznia 1932 stopień majora w korpusie oficerów intendentów i 3. lokatą. Z dniem 1 listopada 1934 został przeniesiony do Szefostwa Intendentury Okręgu Korpusu Nr V w Krakowie na stanowisko kierownika zaopatrzenia intendenckiego, a z dniem 1 stycznia 1935 przydzielony do Ministerstwa Komunikacji na sześciomiesięczną praktykę. We wrześniu 1935 został przeniesiony w stan spoczynku. W 1936 był oficerem rezerwy Związku Strzeleckiego w stopniu okręgowego. Po zwolnieniu z wojska pracował w Ministerstwie Komunikacji, a w 1939 został pełniącym obowiązki dyrektora Centralnego Zaopatrzenia Materiałowego Polskich Kolei Państwowych.
Komendant miasta Małoryte we wrześniu 1939. Od 1939 (listopad–grudzień) był szefem Służby Intendentury w Dowództwie Głównym Służby Zwycięstwu Polski, Komendzie Głównej Związku Walki Zbrojnej Armii Krajowej do 1944. W maju 1944 został awansowany na podpułkownika. Brał udział w powstaniu warszawskim, a po jego upadku pracował w Kolejowej Opiece Społecznej. W okresie okupacji niemieckiej był ponadto członkiem władz piłsudczykowskiego Obozu Polski Walczącej, w którym od 1943 kierował Wydziałem Finansowym, był też z racji tego członkiem Rady Naczelnej OPW.
Po wojnie pozostał w kraju. Był od 1945 dyrektorem Biura Aprowizacji i Zaopatrzenia Ministerstwa Komunikacji, a dyrektor Biura Gospodarki Materiałowej w tymże ministerstwie od 1949 z którego został zwolniony na emeryturę w 1951. Od 1961 pracował w Centralnym Ośrodku Badań i Rozwoju Kolejnictwa PKP. Na emeryturze od 1970. Zmarł 19 maja 1979 w Warszawie i został pochowany na Cmentarzu Wojskowym na Powązkach (kwatera B18, rząd 3, grób 19).

## Ordery i odznaczenia
- Krzyż Srebrny Orderu Virtuti Militari[3]
- Krzyż Niepodległości (13 kwietnia 1931)[16]
- Krzyż Kawalerski Orderu Odrodzenia Polski
- Krzyż Walecznych (trzykrotnie)
- Złoty Krzyż Zasługi z Mieczami
- Srebrny Krzyż Zasługi (10 listopada 1928)[17]
- Order Krzyża Orła III klasy (Estonia, przed 1935)[18]
- Krzyż Zasługi Obrońców (Łotwa, przed 1935)[18]
- Medal 10 Rocznicy Wojny Niepodległościowej (Łotwa, 1929)[19]